# I Wanna Go

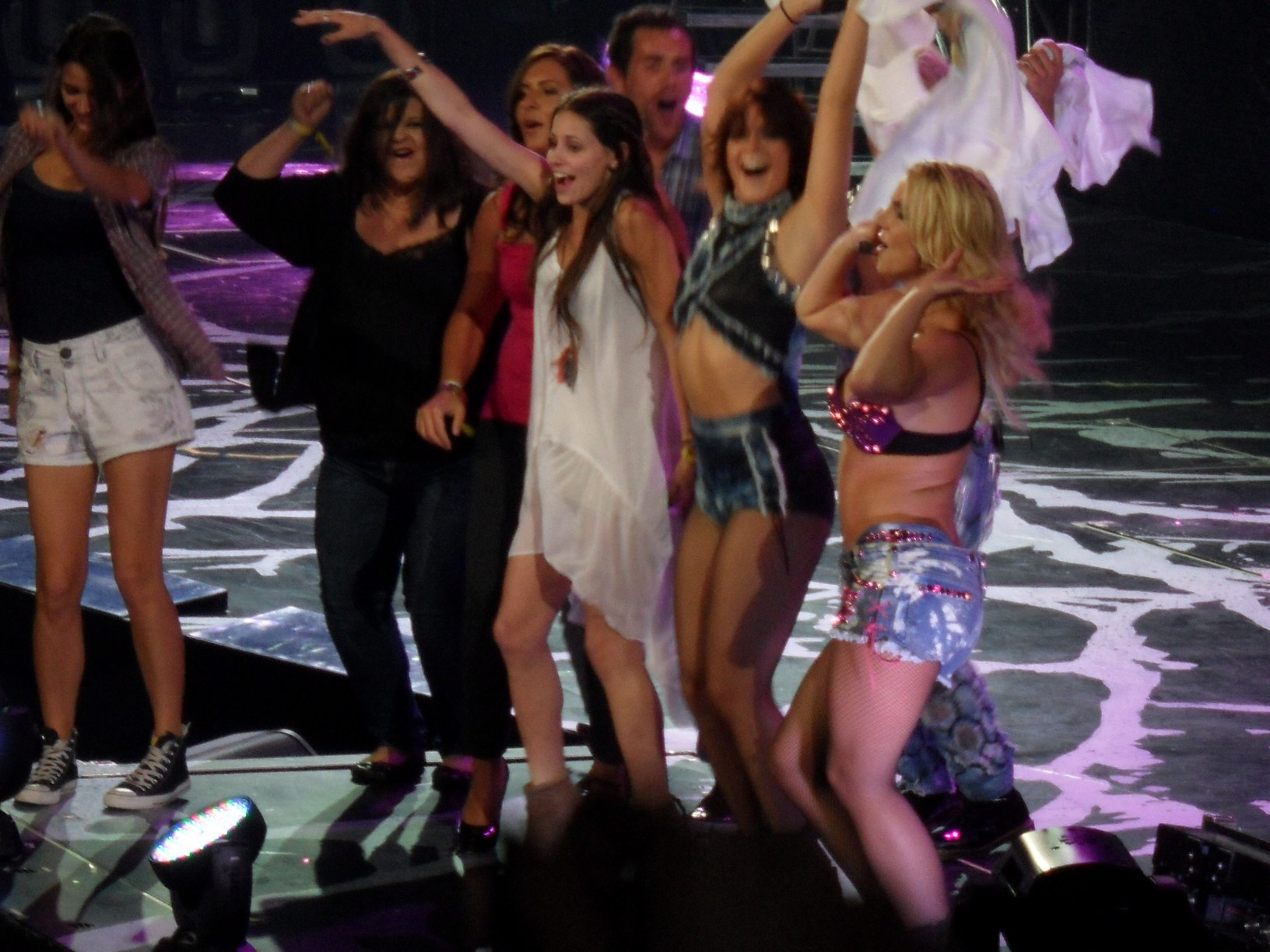
Spears singt I Wanna Go auf ihrer Femme-Fatale-Tour. Während des Auftrittes durften einige von Britneys Fans aus dem Publikum auf die Bühne und mit Spears zum Lied tanzen.

I Wanna Go ist ein Lied der US-amerikanischen Pop-Sängerin Britney Spears aus ihrem siebten Studioalbum Femme Fatale. Es wurde von Max Martin und Shellback geschrieben und produziert.
I Wanna Go ist Spears’ zwölfter Top-10-Hit in den U.S. Billboard Hot 100 und erreichte als erster ihrer Songs eine Zuhörerschaft von über 100 Millionen in allen amerikanischen Radioformaten. Im dreizehnten Jahr ihrer Karriere ist es somit Spears’ erfolgreichster Radio-Hit.

## Hintergrund
I Wanna Go wurde von Shellback, Max Martin und Savan Kotecha geschrieben und von Martin und Shellback produziert. Am 22. Februar 2011 postete Spears auf Twitter einen 29-sekündigen Ausschnitt des Liedes und bezeichnete Martin als „erstaunlich“. In einem Interview mit dem Rolling Stone Magazin im März 2011 erklärte Spears, dass ihr das Lied ständig gefalle und lobte Martin für seine unglaublichen Melodien: „Es gibt niemanden, mit dem ich lieber zusammen arbeite, als mit Martin.“ Kotecha erklärte am 3. Mai 2011, dass er das Lied über eineinhalb Jahre lang geschrieben hat. Spears’ Fans konnten abstimmen, welches Lied als dritte Single ihres Albums veröffentlicht werden soll. Am 11. Mai 2011 gab sie selbst via Twitter bekannt, dass sich ihre Fans für I Wanna Go entschieden hätten. Zwei Tage später wurde I Wanna Go von Spears’ Plattenfirma Jive Records offiziell als dritte Single des Albums bestätigt. 2011 sang sie das Lied während ihrer Femme Fatale Tour. Es ist ebenfalls Bestandteil ihrer aktuellen Las-Vegas-Show Britney: Piece of Me.

## Rezeption
I Wanna Go erhielt überwiegend positive Kritiken.
Hauptkritikpunkt war die Ähnlichkeit zu anderen Liedern von Spears. Die Leser des Rolling Stone Magazin platzierten das Lied auf Platz eins der Sommerlieder des Jahres.

## Genre
I Wanna Go ist ein Dance-Pop- und Hi-NRG-Titel, welches Elemente von Techno enthält. Der Beat wurde mit dem von New Orders Blue Monday (1983) verglichen. Im Refrain singt Spears: „I I I wanna go O O / All the way-ay-ay / Taking out my freak tonight“.

## Musikvideo
Das Musikvideo zu I Wanna Go wurde vom 25. Mai bis 28. Mai von Chris Marrs Piliero gedreht. Zudem durften Gewinner einer Verlosung von drei Radiostationen in den USA Spears beim zweiten Drehtag ihres Musikvideos begleiten. Am 17. Juni 2011 gab Billboard bekannt, dass das Video am 22. Juni 2011 bei ET Wednesday Premiere feiern wird. Damit qualifiziert sich das Video noch für die MTV Video Music Awards 2011, denn die Anmeldefrist dafür endet am 24. Juni 2011. Allerdings wurde das Video mit keiner Nominierung bedacht, lediglich Till the World Ends erhielt zwei Nennungen.

### Inhalt
Das Musikvideo beginnt während einer Pressekonferenz, wo Spears durch dämliche oder unangebrachte Fragen der Journalisten, wie zum Beispiel: „Macht dieser Anzug mich dick?“, genervt wird. Aufgebracht verlässt sie die Konferenz mit den Worten „Fuck you, fuck you, fuck you, you're cool, fuck you – I'm out“, dies ist eine Hommage an den Film Half Baked, im Publikum sieht man noch den Schauspieler Guillermo Díaz, der genau diesen Satz damals im Film sagte. Sie läuft auf die Straße und trifft auf einen Fan, der ein Autogramm auf Spears aktuellem Album Femme Fatale will. Nach der Szene wird Spears von einem Polizisten durchsucht, weil sie sich auf der Straße provokant verhalten hat. Nach der Untersuchung geht sie weiter die Straße entlang, wo ein Paparazzo sie fotografiert. Erst posiert sie für ihn, danach geht sie auf ihn zu und zerstört seine Kamera. Darauffolgend erscheinen mehr Paparazzi und sie flüchtet und springt auf das Dach eines Taxis. Um sich zu wehren, nimmt Spears ihr Mikro und schwingt es durch die Gegend, um es anschließend als Waffe gegen die Paparazzi anzuwenden. Im Hintergrund des Geschehens befindet sich außerdem eine Hommage an Spears Kinofilm Crossroads, auf einer Kinoleinwand steht der Schriftzug Crossroads 2: Cross Harder. Nachdem alle Paparazzi ausgeschaltet waren, stehen diese jedoch wieder auf und entpuppen sich als Roboter. Plötzlich erscheint ein Mann und rettet Spears, indem er sie ins Auto ruft. Während der Flucht tanzt Spears auf der Beifahrerseite. Jedoch kippt sich der Fahrer Milch über seinen Körper und Spears findet heraus, dass er ebenfalls ein Roboter ist. An dieser Stelle beginnt das Video wieder an der Pressekonferenz, da Spears nur einen Tagtraum hatte. Derselbe Mann aus dem Auto kommt auf die Bühne, beendet die Pressekonferenz und begleitet Spears aus dem Raum. Währenddessen dreht er sich zur Kamera, wodurch man erkennen kann, dass seine Augen rot glühen. Dies war eine weitere Hommage an Michael Jacksons Thriller.

## Charts
Nachdem das Album Femme Fatale veröffentlicht worden war, stieg I Wanna Go in den USA am 7. April 2011 für eine Woche dank hoher Downloadverkäufe auf Platz 73 der Billboard Hot-100 und auf Platz 52 der Billboard Digital Songs ein. Nach der Radio- und Musikvideopremiere gelang I Wanna Go am 23. Juni 2011 der Wiedereinstieg in die Billboard Hot-100 auf Platz 89 und erreichte am vierten August 2011 Platz neun. I Wanna Go ist nach 3, Hold It Against Me und Till the World Ends ihr vierter Top-10-Hit in Folge. Es ist damit auch das erste Mal in ihrer Laufbahn, dass sie mit vier Singles in Folge die Top 10 der Billboard Hot 100 erreicht. Zudem gelingt es Spears zum ersten Mal überhaupt, mit drei Single-Auskopplungen aus einem Album die Top 10 zu erreichen. Am 11. August 2011 steigerte sich I Wanna Go bis auf Platz sieben und übertraf somit die Höchstposition von Oops!… I Did It Again und Toxic, die jeweils Platz neun erreichten. Ebenfalls nach der Albumveröffentlichung erreicht der Song in den Canadian Hot 100 aufgrund hoher digitaler Verkäufe für eine Woche Platz 60. Nach der Videopremiere gelang der Wiedereinstieg am 30. Juni 2011 auf Platz 29. Am 14. Juli kletterte das Lied auf Platz neun der kanadischen Charts und ist somit Spears’ 20. Top-10-Hit. Am 25. August 2011 konnte sich I Wanna Go noch bis auf Platz fünf verbessern. In Frankreich debütierte I Wanna Go am 11. Juni 2011 allein durch hohe digitale Verkäufe auf Platz 91 und erreichte am 10. September die Höchstposition 5. Am 4. Juli 2011 debütierte das Lied in Australien als höchster Neueinsteiger auf Platz 33 und kletterte am 25. Juli bis auf Platz 31. In Neuseeland stieg I Wanna Go auf Platz 28 ein und steigerte sich bis auf Platz 22. In Dänemark debütierte der Song zunächst auf Platz 24 und erreichte in der Folgewoche mit Platz 20 seine bisherige Höchstposition. In Finnland erreichte es in der Debütwoche auf Anhieb Platz 19 der Charts und konnte sich seitdem bis auf Platz 12 steigern. In der Schweiz stieg das Lied auf Platz 55 ein und erreichte mittlerweile Platz 27. In Deutschland landete I Wanna Go zunächst auf Platz 32, rutschte aber bereits in der Folgewoche auf Platz 47 ab. Auch in Österreich platzierte sich I Wanna Go in den Charts und debütierte dort auf Platz 59. Bereits in der folgenden Woche stieg der Song bis auf Platz 55 und erreichte anschließend mit Platz 43 die gleiche Höchstposition wie der Vorgänger Till the World Ends.
In Südkorea platzierten sich nach der Veröffentlichung von Femme Fatale sämtliche Songs der Standard Edition des Albums in den internationalen Single-Charts. I Wanna Go debütierte dabei auf Platz eins und blieb drei Wochen ununterbrochen an der Spitze. Damit erzielte Spears dort ihren dritten Nummer-1-Hit. Allein in Südkorea verkaufte sich das Lied knapp 500.000 Mal, so oft wie kein anderes Lied des Albums.

## Chartplatzierungen
| ChartsChartplatzierungen       | Höchstplatzierung | Wochen |
| ------------------------------ | ----------------- | ------ |
| Deutschland (GfK)              | 32 (9 Wo.)        | 9      |
| Österreich (Ö3)                | 43 (7 Wo.)        | 7      |
| Schweiz (IFPI)                 | 27 (18 Wo.)       | 18     |
| Vereinigte Staaten (Billboard) | 7 (20 Wo.)        | 20     |

## Auszeichnungen für Musikverkäufe
| Land/Region               | Auszeichnungen für Musikverkäufe (Land/Region, Auszeichnung, Verkäufe) | Verkäufe  |
| ------------------------- | ---------------------------------------------------------------------- | --------- |
| Australien (ARIA)         | Gold                                                                   | 35.000    |
| Frankreich (SNEP)         | —                                                                      | 83.700    |
| Schweden (IFPI)           | Platin                                                                 | 40.000    |
| Vereinigte Staaten (RIAA) | 2× Platin                                                              | 2.000.000 |
| Insgesamt                 | 1× Gold · 3× Platin ·                                                  | 2.158.700 |

Hauptartikel: Britney Spears/Auszeichnungen für Musikverkäufe